# کشتلی
کِشتِلی (کِشتِله) روستایی از توابع دهستان گتاب شمالی و بخش گتاب از شهرستان بابل در استان مازندران ایران است.

## کشتلی (کشتله)
روستای کِشتِلی (کِشتِله) از توابع دهستان گتاب شمالی و بخش گتاب از شهرستان بابل در استان مازندران ایران است.
مردمان روستا به اموری چون کشاورزی (برنجکاری و باغ مرکبات و سیفی کاری به صورت محدود) و دامداری مشغول می‌باشند. این روستا خود مرکب از پنج روستای میدان‌سر کشتلی، شوب‌محله، چناربن کشتلی، پائین‌محله کشتلی و سیدکلا است.
در تقسمات کشوری جدید شوب‌محله قسمتی از دهستان گتاب شمالی محسوب می‌شود.
روستای کشتله از شمال به سرست و چاری و غرب به گتاب و شرق رودخانه بابلرود (روستای گنج افروز) و در جنوب به روستای ولوکلا و جنوب غرب به روستای چوب بست ختم می‌شود.

## جمعیت
براساس سرشماری مرکز آمار ایران در سال ۱۳۹۵، جمعیت روستای کشتلی (متشکل از پنج روستا) ۳۰۵۳ نفر (۱۰۵۱ خانوار) بوده‌است.

## تاریخچه اسم کشتلی (کشتله)
کشتلی . [ک ِ ت ِ] (اِخ) در فرهنگ دهخدا بدینگونه معرفی شده‌است:
«دهی است از دهستان مشهد گنج افروز بخش مرکزی شهرستان بابل واقع در ۱۲ هزارگزی جنوب بابل و یک هزارگزی باختر شوسهٔ فرعی بابل به بابل کنار با 1100 تن سکنه. آب آن از رودخانه بابل و سجادرود و محصول آن برنج و پنبه و نیشکر و کنف و غلات و صیفی است. شغل اهالی زراعت و راه آن مالرو است . (فرهنگ جغرافیایی ایران ج 3)». 
بر اساس نظر بزرگان روستا دلیل نامگذاری «کشتلی» ممکن است موارد زیر بوده باشد:
1. کشتلی مرکب از دو کلمهٔ کشتی و محله باشد چون سابقاً مسابقات کشتی محلی در آن برگزار می‌شد.
2. نام روستای کشتلی برگرفته از نام پرنده کشتل است که در گذشته فراوان در داخل روستا دیده می‌شد.
3. عبور کشتی‌های کوچک از رودخانه بابلرود که در کنار روستا قرار گرفته‌است.
4. -کشتله از دو کلمه «کَش» و «تَله» به وجود آمده‌است و به معنای «کناره و پهلوی آبگیرها» است.